# Monte Rainier
O Monte Rainier é um estratovulcão e, a montanha mais alta do estado norte-americano de Washington. Faz parte da Cordilheira das Cascatas. Sua altitude é de 4 392 m, e em dias de tempo claro seu pico permanentemente nevado pode ser facilmente avistado de Seattle e outras cidades da região. A sua grande proeminência (4 026 m) torna-o na 21.ª montanha mais proeminente do mundo.
Seu nome é uma homenagem a um almirante britânico, Peter Rainier. Toda a montanha, assim como as zonas circundantes, está integrada num parque nacional, o "Mount Rainier National Park", de excecional beleza natural, com florestas virgens, cataratas, prados alpinos, e outras atrações.
Por tratar-se de um estratovulcão, acredita-se que seja apenas uma questão de tempo até que uma erupção catastrófica ocorra. Graças às enormes geleiras presentes nas encostas da montanha, o risco que uma erupção de grande porte apresenta torna-se significativamente maior, porque o calor dos materiais vulcânicos recém-expelidos as derreteria, causando lahares, ou seja, enormes deslizes de gelo, água e terra. Nessa situação, milhares de pessoas poderiam perecer, já que ao contrário do Monte Santa Helena, o Rainier encontra-se relativamente próximo a áreas povoadas.
Apesar disso, os habitantes da região em geral sentem um grande afeto pela montanha, e ela figura na placa de todos os automóveis registrados no estado de Washington.